# ميس بونيني
ميس بونيني (الاسم العلمي:Celtis boninensis) هو نوع من النباتات يتبع جنس الميس من الفصيلة القنبية.